# Хилл, Голди
Голди Хилл (англ. Goldie Hill; род. 11 января 1933, Карнс-Сити, Техас, США — 24 февраля 2005, Нашвилл, Теннесси, США) — американская певица в стиле кантри.

## Биография
Голди Хилл родилась 11 января 1933 года в городе Карнс-Сити (Техас). Её семья занималась выращиванием хлопка. Вскоре старшие братья Голди Томми и Кен покинули родной дом и через несколько лет стали популярными исполнителями кантри.
В 19 лет Голди выступила на радиошоу «Louisiana Hayride». Вскоре она появилась на шоу вместе с музыкальным коллективом своего брата Томми, и получила прозвище «Золотая сельская девочка» (англ. Golden Hillbilly). После выступлений на радиошоу Голди подписала контракт со студией звукозаписи «Decca Records».
Первый сингл «Why To Talk to My Heart», который она выпустила в 1952 году совсем не пользовался спросом. В этом же году Голди записала песню «I Let the Stars Get In My Eyes», которая в 1953 году стала настоящим хитом и попала в верхние строчки хит-парадов музыки кантри.
В 1957 году Голди вышла замуж за кантри-певца Карла Смита, бывшего мужа Джун Картер. Голди переехала на их ферму возле Нашвилла и занялась воспитанием своих четырёх детей — двух девочек (Карлин и Лори Линн) и двух мальчиков (Карл-младший и Ларри Дин).
В конце 60-х годов Голди ненадолго вернулась в шоу-бизнес. На студии «Epic Records» выпустила два альбома, но они оказались безуспешными. После этого Голди окончательно покинула шоу-бизнес и вместе с мужем занялась разведением лошадей. Умерла от рака 24 февраля 2005 года.

## Дискография

### Альбомы
| Год  | Примечания                                                   |
| ---- | ------------------------------------------------------------ |
| 1960 | Goldie Hill - Релиз: 1960 - Лейбл: Decca                     |
| 1961 | Lonely Heartaches - Релиз: май 1961 - Лейбл: Decca           |
| 1962 | According to My Heart - Релиз: 1962 - Лейбл: Decca           |
| 1964 | Country Hit Parade - Релиз: январь 1964 - Лейбл: Decca       |
| 1967 | Goldie Hill Sings Again - Релиз: 1967 - Лейбл: Epic          |
| 1968 | Country Gentleman’s Lady - Релиз: февраль 1968 - Лейбл: Epic |